# Carache
Carache is een gemeente in de Venezolaanse staat Trujillo. De gemeente telt 32.800 inwoners. De hoofdplaats is Carache.